# 新思潮

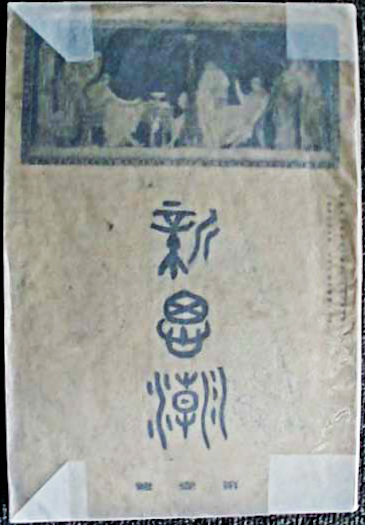
『新思潮』（第1次）創刊号の表紙

新思潮（しんしちょう、旧字体：新思潮󠄀）は、日本の文芸雑誌である。『帝国文学』に対抗して1907年（明治40年）小山内薫が創刊したが振るわず挫折。以後、帝大生により復活され、東京大学（東京帝国大学）系の同人誌として後に続いた。特に第3次-第4次新思潮の同人菊池寛、芥川龍之介、久米正雄、松岡譲らを新思潮派といい、大正文学の一つの拠点になった。新思潮の名は前任者の了解を取れば誰でも使用する事が出来た。

## 沿革

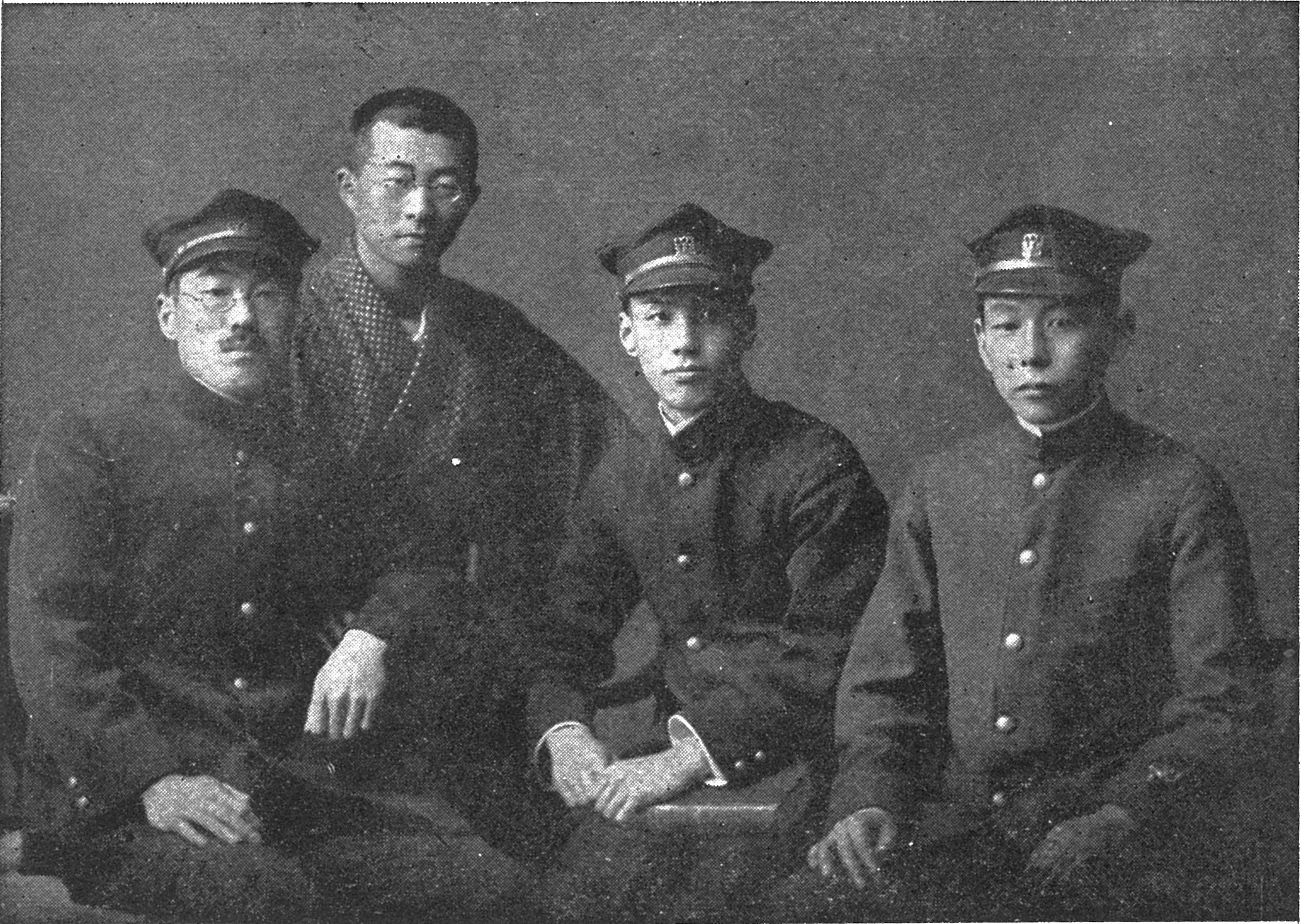
東京帝国大学を卒業する1916年（大正5年）頃の第4次『新思潮』のメンバー。一番左から久米正雄、松岡譲、芥川龍之介、成瀬正一。

第1次　1907年（明治40年）10月 - 1908年（明治41年）3月
小山内の編集により総合的な文芸雑誌として創刊。資金は小山内の知人の援助による。チェーホフの翻訳やイプセン研究会の記録（藤村、花袋らが参加）などを掲載。6号まで刊行。
第2次　1910年（明治43年）9月 - 1911年（明治44年）3月
谷崎潤一郎、和辻哲郎、芦田均、木村荘太、後藤末雄、大貫晶川、小泉鉄らが参加。谷崎はデビュー作「誕生」や出世作「刺青」などを発表。小山内が創刊号に小説を寄稿。実態は東大の学生だった谷崎らの同人誌で、有名な『新思潮』の名を借りたようなもの。芦田によるアナトール・フランスの短篇小説の翻訳が原因で発売禁止処分を受け、財政難で終焉を迎える。
第3次　1914年（大正3年）2月 - 1914年（大正3年）9月
第一高等学校在学中の山宮允を中心に創刊。久米正雄、松岡譲、豊島与志雄、山本有三らが活躍。小山内が創刊号に評論を寄稿。芥川龍之介（筆名：柳川隆之助）も翻訳などで参加、近衛文麿や井川恭（恒藤恭）もアイルランド出身作家の作品を翻訳。ほかに成瀬正一、土屋文明、佐野文夫、藤森成吉、菊池寛（筆名：菊池比呂士、3月号から草田杜太郎）。久米が劇作家として、豊島が小説家として注目された。
第4次　1916年（大正5年）2月 - 1917年（大正6年）3月
成瀬正一、久米正雄、菊池寛、芥川龍之介、松岡譲が参加。創刊号に掲載された芥川の「鼻」が夏目漱石に激賞され、久米、芥川が小説家として世に出た。
第5次　1918年（大正7年） - 1919年（大正8年）
中戸川吉二、佐治祐吉、福田悌夫、村松正俊、亘理正。
第6次　1921年（大正10年）2月 - 1923年（大正12年）8月
川端康成、今東光、鈴木彦次郎、石濱金作、酒井真人らが参加。彼らはのちに『文藝時代』に発展する。
第7次　1924年（大正13年） -
大宅壮一、飯島正、湯地孝、浅野晃、手塚富雄、小方庸正らが参加。
第8次　1925年（大正14年）
秋山六郎兵衛、手塚富雄ら。
第9次　1925年（大正14年） - 1929年（昭和4年）
雅川滉（成瀬正勝）、深田久弥、小林勝、青江舜二郎ら。
第10次　1929年（昭和4年） - 1930年（昭和5年）
第9次の雅川、深田、小林、青江に加え、福田清人、那須辰造、一戸務が参加し、1929年5月号から第10次とする。雅川が『文芸都市』、深田が『文学』、小林がP.C.L.脚本部へと分散し、1年ほどで終了。福岡高等学校出身の福田、那須、浦和高等学校出身の一戸が入り、一高系という伝統は崩れた。
第11次　1932年（昭和7年）
小林正、中村哲、嘉門安雄
第12次　1934年（昭和9年）
小島輝正、堤重久、山下肇、平田次三郎ら。
第13次　欠番
第14次　1947年（昭和22年） - 1948年（昭和23年）
中井英夫、吉行淳之介、嶋中鵬二ら
第15次　1950年（昭和25年） - 1958年（昭和33年）
旧制高知高校同窓の三浦朱門・阪田寛夫・荒本孝一によって1950年に創刊。翌年に東大独文のグループの能島廉・林玉樹・村上兵衛らや、久慈宏一、臼井吉見の紹介により曽野綾子が参加。その後も岡谷公二、村島健一の紹介により竹島茂、原春雄、有吉佐和子、梶山季之らが参加。また阿川弘之と奥野健男も関わっている。雑誌『新潮』で、同人誌推薦作としての作品掲載もあった。また1957年に芥川賞推薦の一票を得た。有吉、曽野は同時期の原田康子と並べて「才女の時代」とも称された。1958年まで17号を発行した。作品集として『愛と死と青春と』（徳間書店、噂発行所、1972）がある。
第16次　1961年（昭和36年） - 1964年（昭和39年）
磯田光一、小野二郎、近藤耕人、柘植光彦、蟻二郎、中井多津夫らが晶文社を版元として刊行した。
第17次　1964年（昭和39年） - 1967年（昭和42年）
1号（1964.10） - 6号（1967.8）晶文社版。 柘植光彦を中心に数名が同人として参加。野口武彦、金鶴泳、郷正文、元吉瑞枝、矢島輝夫が加わる。
第18次　1969年（昭和44年） - 1970年（昭和45年）
第19次　1976年（昭和51年） - 1979年（昭和54年）
東大の学生を中心に5号続いた。沼野充義（道吉昭治）、松浦寿輝、川崎賢子、澤井繁男、宗近真一郎、木下渉、藤田衆らが参加した。
第20次　1987年（昭和62年）
第21次　2022年（令和4年）
21世紀に入ってからは初となる復刊。これまでは「代替わりする際には、必ず前任者の了解を得て刊行する」という不文律がハードルとなって刊行は途絶えた状態が続いてきたが、東京大学メディアデザイン部の活動により第19次、第20次当時のメンバーの了解を得、晴れて復刊の運びとなった。また、クラウドファンディングによる資金調達を行った。